# Der Vogelhändler
El vendedor de pájaros o El tirolés (título original en alemán, Der Vogelhändler, literalmente "El pajarero") es una opereta en tres actos con música de Carl Zeller y libreto en alemán de Moritz West y Ludwig Held basado en el vodevil Ce que deviennent les roses de Charles Varin y Edmond de Biéville. Se estrenó el 10 de enero de 1891 en el Theater an der Wien de Viena.

## Historia
Der Vogelhändler se estrenó el 10 de enero de 1891 en el Theater an der Wien de Viena con el célebre actor y cantante vienés Alexander Girardi, en el rol titular. También se interpretó en el Teatro Casino de Nueva York en 1891 (como The Tyrolean, con Marie Tempest travestida en el papel protagonista) y en el Teatro Real de Drury Lane de Londres en 1895 (como The Bird-seller). La obra contó, al menos, con tres versiones en lengua castellana, una inmediata al estreno absoluto y otras dos estrenadas ya en pleno siglo XX: El vendedor de pájaros (adaptación en 3 actos de Juan R. de la Portilla, Teatro Principal, Ciudad de México, 1893), El tirolés (adaptación en 3 actos de José Zaldívar, Teatro Imperio, Barcelona, 1911) y El vendedor de pájaros (adaptación en 1 acto de Joaquim Montero, Teatro Soriano, Barcelona, 1914).
Melodiosa opereta, el aria de Adam en el Acto II "Wie mein Ahn'l zwanzig Jahr" fue popularizado por una grabación de la soprano Elisabeth Schumann.
Esta opereta se representa poco; en las estadísticas de Operabase aparece la n.º 117 de las óperas representadas en 2005-2010, siendo la 14.ª en Austria y la primera de Carl Zeller, con 29 representaciones en el período.

## Personajes
| Personaje                                                          | Tesitura       | Reparto del estreno, 10 de enero de 1891 (Director: ) |
| ------------------------------------------------------------------ | -------------- | ----------------------------------------------------- |
| Adam, un pajarero tirolés                                          | tenor/barítono | Alexander Girardi                                     |
| Christel (hipocorístico de Christine)                              | soprano        | Ilka Pálmay                                           |
| Electora Marie                                                     | soprano        | Ottilie Collin                                        |
| Baronesa Adelaide, dama de la corte                                |                |                                                       |
| Condesa Mimi, dama de la corte                                     |                |                                                       |
| Barón Weps, maestro de la caza                                     | tenor          | Sebastian Stelzer                                     |
| Conde Stanislaus, su sobrino, un oficial de la guardia             | tenor          | Rudolf del Zopp                                       |
| Süffle, profesor                                                   | tenor          |                                                       |
| Würmchen, profesor                                                 | barítono       | Hans Pokorny                                          |
| Schneck, el alcalde del pueblo                                     | tenor          |                                                       |
| Frau Nebel, la dueña de la posada                                  |                |                                                       |
| Jette, una camarera                                                |                |                                                       |
| Tiroleses, gente del Palatinado, pueblerinos, personas de sociedad |                |                                                       |

## Argumento
La obra es una ficción histórica con licencias artísticas, en el siglo XVIII en tierras que rodean Heidelberg, que entonces constituía un distrito del Sacro Imperio Romano Germánico gobernado por un príncipe conocido como el Elector Palatino. La historia se reubica en un estado ficticio del marido de la Electora, la princesa Marie.
Der Vogelhändler es una comedia bucólica, ambientada en el Renania, presentando a dos amantes, Adam, un guapo pajarero del Tirol y Christel, la dueña de la oficina de correos local. Ellos, con propósitos encontrados, se ven involucrados en complicaciones románticas en la corte del príncipe reinante. Después de una serie de intrigas y confusiones, todo acaba felizmente.
La historia es también un cuento de gente de diferentes culturas y antecedentes que aprenden a vivir juntos. El pajarero viene de una cultura bastante diferente a la de la dueña de la oficina de correos. El final, en que la corte se une a los tiroleses bailando el ländler y el pajarero saluda a sus nuevos vecinos en dialecto tirolés, representa un triunfo de la amistad y la integración intercultural.